# Inspector Bronco
Inspector Bronco est une série de webisodes diffusée sur Internet. Elle présente les aventures de Ramanath Bronco, un enquêteur de la police de Bombay constamment envoyé en mission internationale pour combattre le crime sous toutes ses formes.

## Genèse

### Création du personnage
C'est lors d'un séjour au Mexique que Renaud Gauthier, le créateur éventuel de la série[pas clair], a eu l'idée d'inventer le personnage de Ramanath Bronco. En effet, en marchant sur une plage, Gauthier découvrit par hasard un collier sur lequel était inscrit le mot Bronco. Cette découverte inusitée l'amena à s'imaginer un enquêteur indien qui porterait ce nom et qui, dans le cadre de son travail, aurait à voyager à travers le monde. Gauthier, alors backliner pour le groupe montréalais The Musical Box, adorait cette idée, car elle lui permettrait d'utiliser les nombreuses scènes qu'il avait tournées dans d'authentiques décors d’Italie, de France et d’autres pays étrangers.
Le personnage de Ramanath Bronco a par la suite été étoffé au fil de nombreuses réflexions et discussions. Des personnages célèbres du monde cinématographique, comme James Bond et Jacques Clouseau, ainsi que des personnalités artistiques indiennes, comme Ravi Shankar, ont éventuellement servi de modèles aux personnages ou l'ont fortement inspiré.

### Création de l'univers
Le personnage étant créé, Renaud Gauthier dut ensuite déterminer l'univers dans lequel se déroulerait les aventures de l'inspecteur indien. Mordu de cinéma et de séries télévisées, Gauthier s'est alors fortement inspiré des productions américaines de type série B des années 1970 et des années 1980, ainsi que du cinéma bollywoodien en général, pour construire l'univers autour de Ramanath Bronco. Cet univers devrait en tous points rappeler les personnages, les décors, la musique, la composition de l'image et la post-synchro défaillante des productions américaines et bollywoodiennes précédemment mentionnées.

## Présentation du personnage

### Biographie[4]

#### Jeunesse
Né d'une union clandestine entre un Indien et une Britannique s'étant connus lors de la guerre de Birmanie, Ramanath Bronco passe la plus grande partie de sa jeunesse en Inde, auprès de son père, Maladrath Bronco. Ce dernier est un ancien militaire indien, maintes fois décoré lors de la guerre de Birmanie et devenu célèbre lors de son retour en Inde, notamment pour ses talents de détective, mais aussi pour son amour du burlesque et des arts de la scène.
Comme plusieurs de ses semblables, Ramanath Bronco grandit dans les rues de Bombay, partiellement laissé à lui-même, malgré la bienveillance de son père. Il apprend donc à se débrouiller avec les ressources limitées auxquelles il a accès. Entre ses leçons de mime et de ballet classique, il apprend le code de la rue en accéléré.
La mère de Ramanath Bronco tente toutefois de l'arracher des mains de son père et de l'emmener à Londres, là où elle espère lui donner accès à une meilleure éducation. Ainsi, pendant des années, les parents de Ramanath s’affrontent futilement dans un combat ayant pour but d'obtenir la garde légale du fruit de leur union clandestine, ce qui amène le jeune enfant à voyager fréquemment entre Londres et Bombay.

#### Au service secret de Sa Majesté
Alors que Ramanath est âgé de seulement onze ou douze ans, sa mère, une espionne non-identifiée au service secret de Sa Majesté, est tourmentée par son instinct maternel et décide de kidnapper son propre fils. De retour à Londres, elle l'expose immédiatement aux rigoureux entraînements de Scotland Yard, puis à ceux du MI5 et, ultimement, du MI6.
Pendant presque vingt ans, Ramanath Bronco demeure en Grande-Bretagne. Toutes ces années ne suffisent toutefois pas à corrompre son esprit vif et déterminé. À l'âge de trente ans, après avoir échoué à plusieurs reprises le test de passage des services secrets britanniques, Ramanath réalise pleinement sa destinée. Il se sert alors de l'enseignement clandestin qui lui a été imposé depuis le début de son adolescence et s'évade d'un important centre de formation des services secrets de Sa Majesté. 

#### De retour à Bombay
De retour à Bombay, Ramanath Bronco devient rapidement le meilleur enquêteur de la police de Bombay, ce qui l'amène à voyager à travers le monde, où il doit combattre le crime sous toutes ses formes. Spécialiste de l'infiltration, sage utilisateur de la savate française et savant jongleur des mots, Ramanath Bronco devra combattre combattre le mal à maintes reprises, en affrontant notamment Zak, Deepak Binj et Number One.

### Caractéristiques du personnage

#### Apparence physique
- Port de la moustache.
- Teint basané.

#### Formation
- Plus de dix ans d'observation auprès de son père, un ex-militaire émérite et célèbre détective de la police de Bombay.
- Près de vingt ans d’observation des services secrets britanniques.
- Formation officielle donnée par Scotland Yard, le MI5 et le MI6.
- Plusieurs années de service au sein de la police de Bombay; spécialisation dans le travail d’infiltration.

#### Statut
- Inspecteur pour la police de Bombay; agent de l’escouade anti-drogue de la police de Bombay.
- Agent double pour le gouvernement indien, division des Affaires internes; collaborateur spécial du gouvernement indien pour les opérations intergouvernementales; détenteur du permis de tuer.
- Collaborateur direct pour le FBI.

#### Techniques de combat
- Expert en thaï-boxing.
- Ceinture brune de karaté.

## Univers

### Amis
- Le lieutenant Raimi Levek, interprété par Martin Levac: Lieutenant émérite de la police de Bombay, il est le patron de l'inspecteur Bronco et du détective Punjab. Étant en lien direct avec le gouvernement indien, division des Affaires internes, il doit coordonner les missions de ses agents sur le territoire indien ainsi qu'à l'étranger.
- Le détective Ricki Punjab, interprété par Alain Bruyère: Détective travaillant sous les ordres de Bronco, il a temporairement été son supérieur lors de la mission visant à arrêter Zak, le dangereux trafiquant de drogue de Bombay. Il est en tous points inférieur à l'inspecteur Bronco, mais tous deux entretiennent habituellement une relation amicale.
- L'agent Ron Johnson, interprété par Vincent Grou: Agent du FBI, il a infiltré pendant trois ans l'organisation criminelle de Deepak Binj, à Miami. Il est éventuellement amené à travailler en collaboration avec le gouvernement indien.

### Ennemis
- Zak: Il est un dangereux trafiquant de drogue de Bombay. Pour masquer ses activités illicites et les revenus qui en découlent, il dirige un petit centre d'arcade connu sous le nom de Zak's Arcade. Il est le créateur du Broncotron, une réplique robotique de l'inspecteur Bronco.
- Broncotron, interprété par LP Simard: Le Broncotron est une réplique robotique de l'inspecteur Bronco, imaginée et réalisée par le dangereux Zak, dans ses locaux de Bombay. Il est l'assassin de l'infirmière Shandi.
- Number One, interprété par Vincent Grou: Il semble être un petit trafiquant de drogue du Bronx. On en sait peu sur lui, sinon qu'il a accepté de travailler comme indicateur avant de trahir son engagement.
- Deepak Binj: Il est un puissant baron de la drogue de Miami. Grand consommateur de cocaïne, il aime également les femmes et l'alcool. Il est très riche, ce qui lui permet d'engager des gardes du corps. Il est responsable de la mort de Ron Johnson.

### Femmes
- L'infirmière Shandi, interprétée par Amélie Gendreau: Infirmière dans un hôpital de Bombay, Shandi fait la rencontre de Ramanath Bronco après que ce dernier eut été attaqué à l'arme blanche, au Zak's Arcade. Rapidement, Bronco et Shandi découvrent qu'ils ont une grande attirance physique l'un pour l'autre.

## Réalisation des épisodes

### L'équipe derrière Inspector Bronco
- Visant Le Guennec : Il est le producteur d'Inspector Bronco.
- Renaud Gauthier : Il assume les postes de réalisateur, de scénariste et de compositeur musical, en plus d'incarner l'inspecteur Bronco lui-même.
- Mathieu-Félix Drouin : Il est le directeur de la photographie. De plus, lors du tournage de l'épisode Alter Ego, Alain Bruyère étant introuvable, c'est Mathieu-Félix Drouin qui a interprété Ricki Punjab.
- L'équipe compte aussi un monteur, un responsable du son, un maquilleur et un responsable de la distribution. Tous les épisodes sont une production de Visant Le Guennec.

### Lieux de tournage
Malgré le budget modeste de la série, les scènes d'Inspector Bronco sont tournées un peu partout à travers le monde. Les vues étrangères de Bombay, de Miami ou d'ailleurs qui sont intégrées à chaque aventure sont entièrement authentiques. Quant aux scènes complémentaires, elles sont tournées à Montréal. L'aéroport de Saint-Hubert est ainsi devenu Miami et le parc Saint-Viateur d'Outremont, Venise. 

### Langage
Bien que mettant habituellement en vedette des acteurs québécois, le langage employé dans les aventures de Ramanath Bronco s'apparente davantage au français de France. Cette situation s'explique par le fait que la série est un pastiche de vieilles téléséries américaines diffusées dans les années 1970 et 1980. Ces téléséries, largement diffusées au Québec mais aussi partout ailleurs dans la Francophonie, étaient uniquement traduites par des Français, de sorte qu'aux yeux des Québécois, une variété précise de la langue française est associée à ce type de série. 
De plus, toujours dans les années 1970 et 1980, les téléséries américaines étaient traduites de façon plus ou moins rigoureuse, ce qui faisait en sorte que les voix des personnages ne concordaient pas toujours avec le mouvement de leurs lèvres. Afin de recréer cet effet, les voix des personnages d'Inspector Bronco sont réenregistrées après le tournage et sont ajoutées au montage vidéo. Les voix ne concordent donc pas toujours avec le mouvement des lèvres des acteurs.

### Musique
La musique accompagnant les aventures de Ramanath Bronco est habituellement réalisée par Renaud Gauthier, avec l'assistance d'un second individu dont l'identité change d'un épisode à l'autre.

### Effets spéciaux
À l'instar du film Grindhouse, de Quentin Tarantino et Robert Rodriguez, les images composant les divers épisodes d'Inspector Bronco sont intentionnellement endommagés dans le but de leur donner l'apparence des films et des téléséries américaines à faible budget des années 1970 et 1980.

## La webdiffusion
L'inspecteur Bronco est d'abord apparu sur la pellicule cinéma traditionnelle. Trois courts métrages ont vu le jour entre 2004 et 2006. Puis, lorsqu'a émergé le projet d'une série plus vaste, Renaud Gauthier, le réalisateur, et Visant Le Guennec, le producteur, ont opté pour la webdiffusion plutôt que pour la télédiffusion, pour des raisons principalement économiques et administratives, tout comme l'a fait un autre site web très populaire au Québec, celui des Têtes à claques. C'est ainsi que fut créé le site web officiel d'Inspector Bronco, qui contient tous les épisodes de la série, la biographie de Ramanath Bronco, une galerie de photos, une boutique en ligne et quelques extras. On peut aussi passer par ce site pour écrire à Ramanath Bronco qui, paraît-il, répondra lui-même aux courriels reçus.
En date du 19 juillet 2008, inspectorbronco.com est au 4 962 150e rang des sites webs les plus visités au monde. L'achalandage du site a d'ailleurs augmenté de 280 % lors des trois derniers mois, lui faisant ainsi gagner 4 475 940 rangs à l'échelle mondiale. Plus de 95 % des visiteurs proviennent du Canada. D'ailleurs, de tous les sites canadiens, celui mettant en vedette l'inspecteur Bronco est le 146 351e plus visité.

## Liste des épisodes
La première saison d'Inspector Bronco compte 15 épisodes diffusés sur le web. Une deuxième saison, qui comptera quant à elle 14 épisodes, est en pré-production. 
Étant diffusés sur le web, les épisodes sont relativement courts, ne durant jamais plus de quelques minutes. Toutefois, les épisodes sont regroupés, de sorte que plusieurs d'entre eux sont des suites directes des aventures précédentes. 

### Saison 1
Pour l'instant, il y a quinze épisodes qui sont disponibles sur le site officiel.
Dans l'ordre présenté sur ce site :
1. NYC Boogie
2. Bronco Meets The Spasms
3. And Number One Bites The Dust
4. Zak's Arcade
5. Alter Ego
6. Bronco VS Bronco
7. Robot Madness
8. Bronco Mission Miami
9. Johnson Bites the Bullet
10. Poolside With Deepak Binj
11. Sylvia
12. Morte A Venise
13. Father Go Figure
14. Secret Sacrifice
15. Ego Te Absolvo

## Autour d’Inspector Bronco

### Publicités
Le personnage de Ramanath Bronco est fréquemment utilisé dans les publicités du site web officiel, inspectorbronco.com. Il a même participé à la promotion d'une boisson gazeuse fictive, Rooti, dans laquelle il vante les vertus de ce breuvage. La publicité est disponible dans la section des extras du site officiel d'Inspector Bronco.

### Citations célèbres
Au fil des épisodes, les protagonistes d'Inspector Bronco prononcent quelques répliques mordantes. Voici les plus populaires :  
- « On ne peut jamais être trop rapide. » (par Ramanath Bronco, dans Alter Ego)
- « Les balles on les tire, on les promet pas. » (par Ramanath Bronco, dans Bronco meets the Spasms)
- « Ne t'inquiète pas, ta vie est entre mes mains. » (par Ramanath Bronco, dans Bronco - Mission Miami)
- « Tu aurais pu être mon fils. Maintenant, tu n'es plus rien ! » (par Deepak Binj, dans Bronco - Mission Miami)